# Buke Shohatto
Buke Shohatto (武家諸法度) kan vertaald worden als "wetten voor de militaire families" en werd voor het eerst opgesteld door de tweede shogun Tokugawa Hidetada in 1615. Het was een code die de plichten van de daimyō's en het gezag dat de shōgun over hen had duidelijk maakte. Elke nieuwe shōgun had zijn eigen Buke Shohatto. Elke nieuwe Buke Shohatto werd genoemd naar de periode waarin hij werd uitgevaardigd, dit om de verschillen te onderscheiden.

## Genna-rei (元和令)
De eerste Buke Shuhatto wordt Genna-rei genoemd omdat ze is uitgevaardigd in de Genna-periode, die liep van 1615 tot 1624. Volgens deze code mochten er geen nieuwe kastelen gebouwd worden, mochten er zonder vergunning geen verbouwingen of herstellingen uitgevoerd worden aan bestaande kastelen, mochten er geen fusies van clans plaatsvinden, was men verplicht van toestemming te vragen aan de shōgun om te huwen, enz.
Deze code was de grondlegger voor de Buke Shohatto van latere shōguns.

## Shōgun Iemitsu (家光)
Iemitsu was de derde shōgun en regeerde van 1623 tot 1651. Vanaf zijn Buke Shuhatto (die werd uitgevaardigd in 1635) werd het definitieve stramien vastgelegd.
Enkele bepalingen die werden vastgesteld in deze code:
- Verbod op het bouwen van grote schepen
- Beperkingen op het verkeer van personen en goederen
- Verbanning van de jezuïeten uit Japan
- Sankin Kōtai-sei (参勤交代制)

In totaal bestond deze code uit 21 artikelen. Hoewel dit aantal door de jaren heen verschilde, omdat de verschillende shōguns ook verschillende opvattingen hadden, de geest van de Buke Shohatto bleef door de jaren heen onveranderd. Het was een richtlijn op het gebied van bestuurlijke controle op de militairen.

### Sankin Kōtai-sei (参勤交代制)
De Sankin Kōtai-sei is kortweg de plicht van de daimyō om op geregelde tijdstippen naar het kasteel te Edo te gaan. Dit om hun trouw aan de shōgun te bewijzen en om aan te tonen dat ze zijn gezag respecteerden. Deze maatregel had echter veel neveneffecten. De grootste hiervan was dat deze reizen heel kostelijk waren voor de daimyō. Omdat ze krijgsheren waren, was het wel zo gepast om samen met hun echtgenote, kinderen en onderdanen deze reis te ondernemen. Met een heel kostte dit al snel een hele hoop geld. Op deze manier probeerde het bakufu de banden van de daimyō met hun ondergeschikten op hun respectievelijke land te verzwakken en hen op de kosten te jagen.
Nog een stap verder ging de verplichting voor de daimyō om zich in Edo te vestigen. Zodoende hadden ze twee huishoudens te onderhouden, wat hen alweer in de kosten joeg. Dit alles was om er voor te zorgen dat de daimyō zo min mogelijk matieriële mogelijkheid hadden om een opstand tegen het bakufu te financieren.
Deze verplichting had ook echter voordelen. Zo zorgde het voortdurende heen- en weergereis, en de vele bezoeken bij de shōgun, ervoor dat de daimyō altijd op de hoogte waren van de beslissingen die werden genomen door het bakufu. Ook waren de reizen van de daimyō en zijn gevolgd een belangrijke economische stimulans voor de gebieden. Zo kwam er een netwerk van officiële wegen en werd de geldeconomie gestimuleerd. Bovendien zouden de daimyō later inzien dat het hebben van 2 residenties, één in Edo en één op het land, vaak een welkome afwisseling was.

### O-tetsudai-bushin (御手伝普請)
O-tetsudai-bushin of solidariteitsbijdragen was een ander middel waarmee het bakufu de daimyō economisch verzwakte. Deze bijdragen werden, in geld of mankracht, door het bakufu verzocht om bruggen of wegen te bouwen of om forten te herstellen. Een van deze projecten, die heel wat geld en mankracht opslorpte, was de bouw van de Tōshōgū (東照宮). Dit was een mausoleum voor de geest van shōgun Ieyasu.
Dit soort verplichtingen onderstreepte duidelijk de macht van het Bakufu en de rijkdom van de samurai-klasse, maar leidde anderzijds al vlug tot een verarming van deze laatste klasse.

## Latere aanpassingen
Latere shōguns Tokugawa Ietsuna, Tokugawa Tsunayoshi en Tokugawa Ienobu brachten hun versies van de Buke Shohatto uit. Telkens met kleine aanpassingen, waaronder: de verbanning van junshi (een vorm van zelfmoord), regels over de machtovername betreffende de daimyō, etc.
Later werd de Buke Shohatto opgenomen in een meer uitgebreide lijst van shogunale plichten en rechten, genaamd de Kinrei-ko.